# Миттельзёммерн
Миттельзёммерн (нем. Mittelsömmern) — община в Германии, в земле Тюрингия.
Входит в состав района Унструт-Хайних. Подчиняется управлению Бад Теннштедт. Население составляет 227 человек (на 31 декабря 2010 года). Занимает площадь 10,08 км².

## Ссылки

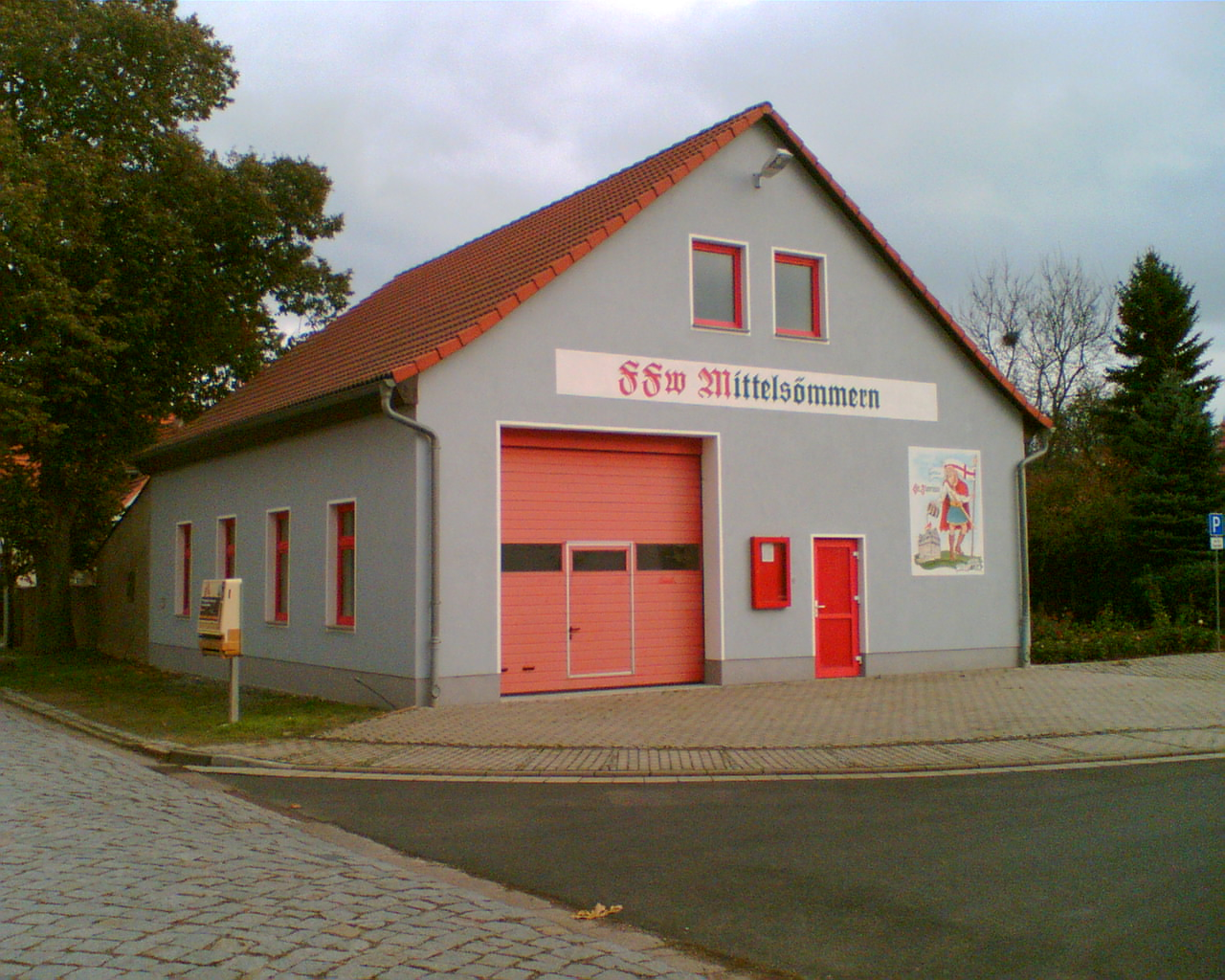
Миттельзёммерн